# أمزاور (هلالة)
أمزاور هي إحدى مشيخات المملكة المغربية، تتبع جغرافيا لإقليم شتوكة آيت باها وإداريًا لهلالة. يقدر عدد سكانها بـ 383 نسمة حسب الإحصاء الرسمي للسكان والسكنى لسنة 2004.